# 伊豆ぐらんぱる公園
伊豆ぐらんぱる公園（いずぐらんぱるこうえん、英: Izu Granpal Amusement Park）は、静岡県伊東市富戸にある伊豆シャボテン動物公園グループの遊園地。

## 概要
国道135号に県道111号（遠笠山富戸線）が合流する「グランパル入口」交差点の東側、22万m²（東京ドーム5個分）の敷地に造成されている遊園地。
1965年（昭和40年）5月16日に伊豆コスモランドとして開業、その後1973年（昭和48年）に伊豆サファリ公園、1981年（昭和56年）に現名称へと改名した。
1975年（昭和50年）3月12日には昭和天皇の行幸もあった。

## 施設

### 水と冒険の広場
メインゲート北隣の「旧・地球儀大温室」エリア。
- 船型立体迷路 KAiZOKU
- モーターランド norinori
- バトルキング
- ウォーターバルーン
- トランポリン
- バーチャルライドMAGICa エグい〜っす!!

### のりものと太陽の広場
メインゲート東方のメインエリア。
- ゴーカート
- おもしろ自転車
- スカイサイクル
- メリーゴーラウンド
- エアバルーン
- リバーアイランド
- キッズコースター
- トップスインガー
- ミニパイレーツ
- フロッグホッパー
- 4D-KING
- バーチャルキッズパークWAKUWAKU
- 木陰でゆらゆら ハンモックエリア
- ボルダリング
- イージーライダー
- ジップライン 風KAZE
- 110m見晴らしスライダー
- ドッグラン
- LOVEパワースポット恋人神社
- ウォーターショット
- ファミリースイング
- ワーキングカーズ
- ゴールドラッシュ
- パークゴルフ
- キッズパーク
- 工事現場風キッズアスレチック スパイラルダクト
- 芝生公園
- 無料遊具エリア

### レストラン/カフェ/ショップ
メインゲート周辺。
- 海賊レストラン「GRANTEI」
- テイクアウトコーナー「カフェリーチェ」
- 和みカフェ&食事処「ふくろう亭」
- ギフトショップ「クリッパー」
- カレーとラーメンのお店「マーチス」
- テイクアウトコーナー「オアシス」
- 韓国家庭料理「白家釜山」

旧施設
- 地球儀大温室
- シマウマ放飼場
- おとぎ列車
  - 跡地にメリーゴーラウンド、エアバルーンがオープン。

## 伊豆高原グランイルミ
2015年から、開園50周年を記念して、LED電飾（イルミネーション）に照らされた園内施設で遊べる17時/18時〜21時/22時台の夜間営業「伊豆高原グランイルミ」が行われている。

## 伊豆高原旅の駅ぐらんぱるぽーと

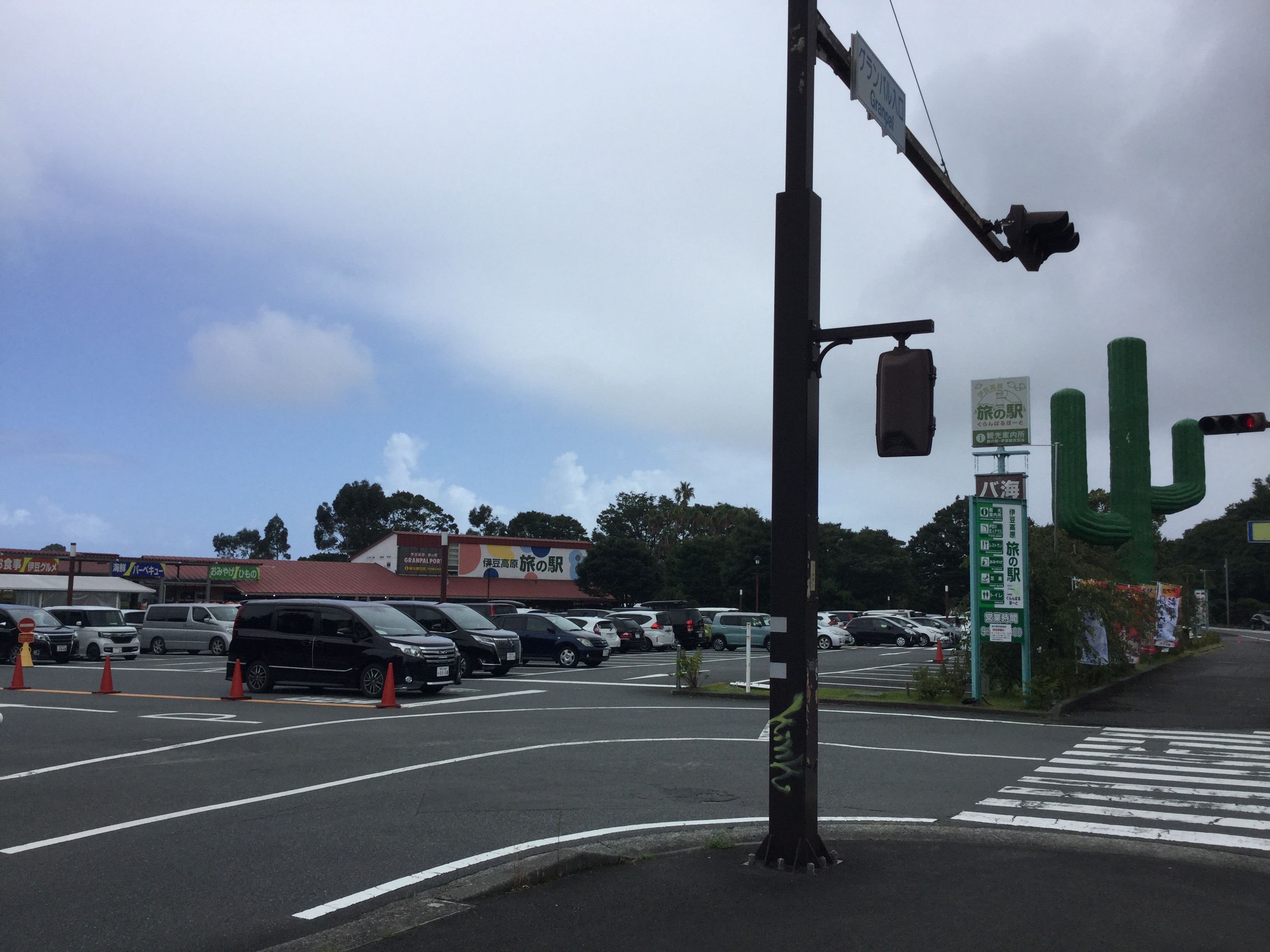
ぐらんぱるぽーと

メインゲート外側の北方、「グランパル入口」交差点の正面に、2007年から食事・買い物ができるドライブイン施設「伊豆高原旅の駅ぐらんぱるぽーと」が設置されている。
- 食事（FOOD WING/北館）
  - さらduさら（海鮮・和定食）
  - 伊豆味庵（うどん・そば）
  - 富楽戸（ラーメン）
  - ケニーズハウス・カフェ（ホットドッグ・揚げパンソフト）
  - 伊豆よりみち本舗（ぐり茶・和スイーツ）
  - かき大将（炭火焼・海鮮バーベキュー）
- 買い物（MARKET WING/南館）
  - ハノハノクレープカフェ（クレープ・ソフトクリーム）
  - 伊豆中（干物・珍味）
  - サンサーラ（スイーツ・海産物）
  - アイアイ（名産品・土産・雑貨）
  - 伊豆高原農産物直売所
  - 観光案内所

## 沿革
- 1965年（昭和40年）5月16日 - 「地球儀大温室」の完成に伴い、「伊豆コスモランド」として開業[2][4]。
- 1973年（昭和48年）11月1日 - 「シマウマ放飼場」の完成に伴い、「伊豆サファリ公園」に改名[2][4]。

地球儀の中、また近くで「スーパーカー」「さらば宇宙戦艦ヤマト」「ＵＦＯ・ピラミッドパワー」など各種イベントが開催された。
- 1981年（昭和56年）7月1日 - 遊具の増加に伴い、「大きな仲間」（grand pal）から採って「伊豆ぐらんぱる公園」に改名[2]。
- 2007年（平成19年）11月3日 - 「伊豆高原旅の駅ぐらんぱるぽーと」開業[10]。
- 2015年（平成27年）11月13日 - 開園50周年記念で「伊豆高原グランイルミ」開始[11]。

## アクセス
- 東海バスI65シャボテン公園線「ぐらんぱる公園」停留所下車。

## 周辺
- 神祇大社 - 国道135号をはさんだ西側にある神社。